# Олбор Фодболд
Олбор Болдспилклуб Фодболд (датски:  Aalborg Boldspilklub Fodbold, съкратено AaB от Aalborg Boldspilklub, в миналото известен също като Олбор БК) е датски футболен отбор от едноименния град Олбор. Отборът е част от конгломерата „Олбор Болдспилклуб“. Те играят в Датската суперлига и имат 3 титли от това първенство. Притежават и 2 купи на Дания. Те са първият датски отбор играл в групите на Шампионската лига през 1995. Играят отново в групите през сезон 2008/09 и се класират за купата на УЕФА същия сезон.

## Отличия
в Дания
Датска суперлига:
- Шампион (4): 1994-1995, 1998-1999, 2007-2008, 2013-2014
- 3-то място (3): 1935-1936, 1969, 2006-2007

Купа на Дания:
- Победител (3): 1965-1966, 1969-1970, 2013-2014
- Финалист (9): 1966-1967, 1986-1987, 1990-1991, 1992-1993, 1998-1999, 1999-2000, 2003-2004, 2008-2009, 2019-2020

Суперкупа:
- Финалист (3): 1995, 1999, 2004

Купа Виасат:
- Финалист (1): 2006

в Европа
- Шампионска лига на УЕФА: Трети квалификационен рунд (1): 1999/00 / Групова фаза (2): 1995/96, 2008/09
- Купа на УЕФА: Шесгнайсетинафинал (1): 2008/09 / Групова фаза (1): 2007/08 / Първи кръг (3): 1993/94, 1999/00, 2004/05
- Купа на европейските шампиони: Първи кръг – 1966/67, 1970/71, 1987/88
- Купа Интертото:
  -  Победител (2): 1993, 2007